# Samuel Peter Heintzelman
Samuel Peter Heintzelman   (Manheim, 30 de setembre de 1805 - Washington DC, 1 de maig de 1880) fou un general de l'Exèrcit dels Estats Units. Va servir a les Guerres Seminola, a la Guerra de Mèxic-Estats Units, a la Guerra de Yuma i a les Guerres de Cortina. Durant la Guerra Civil dels Estats Units va ser una figura destacada en els primers mesos de la guerra, i arribà a tenir el comandament d'un cos d'exèrcit.
El vaixell de la classe Liberty SS Samuel Heintzelman, avarat el 30 de setembre de 1942, fou nomenat així en honor seu.

## Joventut i servei militar
Heintzelman va néixer a Manheim, Pennsilvània, com a fill Peter i Ann Elizabeth Grubb Heintzelman. Es va graduar a l'Acadèmia Militar dels Estats Units el 1826 i va ser enviat en brevet com a sotstinent al 3r regiment d'infanteria, l'1 de juliol de 1826, després al 2n regiment d'infanteria i va servir a la frontera nord de Fort Gratiot, Fort Mackinac i Fort Brady. El 4 de març de 1833, va ser ascendit a primer tinent i va exercir com a oficial d'intendència a Florida durant la Segona Guerra Seminola. El 7 de juliol de 1838 va ser nomenat capità del departament d'intendència, i romangué a Florida amb el 2n d'infanteria fins al final de la guerra el 1842. En 1847, durant la Guerra de Mèxic-Estats Units, es va unir a l'exèrcit de Winfield Scott a Mèxic, i participà en diverses missions, per les quals fou nomenat comandant en comissió de serveis el 9 d'octubre, 1847. En 1848-49 va acompanyar el seu regiment al voltant del Cap d'Hornos a Califòrnia i durant diversos anys va servir a Califòrnia i al Territori d'Arizona.
Al desembre de 1851, el comandant Heintzelman va liderar l'Expedició Yuma des del post de San Diego per reprimir l'aixecament dels yuma, conegut amb el nom de Guerra Yuma. La seva expedició va establir Fort Yuma i es va fer la pau l'octubre del 1852. Va rebre el brevet de tinent coronel per la seva conducta en la campanya contra els indis Yuma i el 3 de març de 1855, va ser ascendit a major del 1er regiment d'infanteria i va servir amb aquest regiment a la frontera de Texas. El 1859, durant la Primera Guerra de Cortina a Texas, fou en gran manera responsable de la derrota de les forces de Juan Cortina.
Heintzelman va ser el primer president de la Companyia de Exploració i Mineria de Sonora que va crear Cerro Colorado, ciutat minera del sud d'Arizona. La ciutat es va fer famosa durant la Guerra Civil Nord-americana per la massacre dels empleats de lamina per part de bandits mexicans i per un tresor enterrat .

## Guerra Civil
Quan va començar la Guerra Civil, Heintzelman va ser ascendit a coronel del 17è regiment d'infanteria i general de brigada de voluntaris el maig de 1861. Va comandar una divisió a la Primera batalla de Bull Run al juliol i va resultar ferit al colze.
Heintzelman va estar al comandament general del 2n regiment d'infanteria de Michigan que va ser responsable de l'atac, el saqueig i la devastació de l'Església de Pohick a Lorton, Virgínia, el 12 de novembre de 1861. La històrica església havia estat construïda el 1769 per George Washington, George Mason, and George William Fairfax, entre d'altres, i restaurat després de la Guerra de 1812 pel presidents Martin Van Buren, John Quincy Adams, i Francis Scott Key, entre d'altres. Aquest pillatge va provocar la pèrdua d'una infinitat d'artefactes insubstituïbles
El març de 1862, el president Lincoln va organitzar l'exèrcit del Potomac en cos, i Heintzelman va rebre el comandament del III cos de l'Exèrcit del Potomac en la Campanya de la Península. El seu cos va exercir un paper destacat en el setge de Yorktown, on Heintzelman i el comandant de la divisió Fitz John Porter van ser els primers a utilitzar el Cos de Globus de l'Exèrcit de la Unió. El cos suportà el pes dels combats a Williamsburg i participà en accions importants a Fair Oaks, Oak Grove i Glendale. El seu cos es va unir temporalment a l'Exèrcit de Virgínia i va participar en la Segona batalla de Bull Run. Va ser nomenat general de brigada en comissió de serveis a l'exèrcit regular per a la batalla de Fair Oaks i major general de voluntaris per a la batalla de Williamsburg. A la Batalla de Glendale, Heintzelman fou ferit al canell per una bala perduda i no va poder usar el seu braç esquerre durant unes setmanes. Després de les Batalles dels Set Dies, va ser ascendit a major general de voluntaris a partir del 5 de maig. La seva popularitat i confiança en l'exèrcit van ser eclipsats per l'agressiva naturalesa dels seus comandants de la divisió subordinada, Joseph Hooker i Philip Kearny, i no va mostrar cap lideratge o destresa tàctica notable a la Campanya de la Península o a la Segon Batalla Bull Run, tot i que després de la retirada de la Unió de Gaines Mill, va ser un dels tres comandants del cos per defensar el llançament d'un contraatac contra l'Exèrcit del nord de Virgínia.
La segona campanya de Bull Run havia estat molt dura en el 3r Cos, que va patir fortes pèrdues, incloent un dels seus comandants de divisió. Rellevat de les seves funcions en l'Exèrcit del Potomac al final de 1862, se li va assignar a la defensa de Washington, al comandament del departament de Washington durant dos anys. Durant la resta de la guerra, va comandar el departament del Nord.Rebé el brevet de major general de l'exèrcit regular el 13 de març del 1865 per la seva «valentia i servei meritori durant la batalla Williamsburg.»Va abandonar el servei actiu dels voluntaris el 24 d'agost del 1865.
Heintzelman es va retirar el 22 de febrer de 1869 i es va concedir una promoció a major general, fet que li va permetre d'obtenir la pensió d'aquest rang. Va morir a Washington, DC, l'1 de maig de 1880, a l'edat de 74 anys. És enterrat al Cementiri Forest Lawn Cemetery de Buffalo, Nova York. Segons el seu metge, va morir de complicacions derivades d'un atac de pleuresia durant la Campanya de la Península divuit anys abans.
El seu net, Stuart Heintzelman, cadet a West Point de la promoció de 1899, va servir en la Primera Guerra Mundial i va arribar al rang de general de divisió.